# Томас Брюнс
Томас Брюнс (нід. Thomas Bruns, нар. 7 січня 1992, Вірден) — нідерландський футболіст, півзахисник клубу «Вітесс».
Виступав, зокрема, за клуб «Гераклес» (Алмело), а також молодіжну збірну Нідерландів.

## Клубна кар'єра
Народився 7 січня 1992 року в місті Вірден. Розпочав займатись футболом у клубі SV Omhoog, з якого у 2003 році потрапив в академію «Твенте».
У січні 2011 року перейшов у «Гераклес» (Алмело), де того ж року дебютував у дорослому футболі. Всього в цій команді провів сім сезонів, взявши участь у 174 матчах Ередивізі. Більшість часу, проведеного у складі «Гераклеса», був основним гравцем команди.
Влітку 2017 року перейшов на правах вільного агента у «Вітесс» приєднався 2017 року. 5 серпня 2017 року Дабо дебютував за новий клуб у матчі Суперкубка Нідерландів проти «Феєнорда», в якому команда Дабо поступилась у серії пенальті. Станом на 22 квітня 2018 року відіграв за команду з Арнема 27 матчів в національному чемпіонаті.

## Виступи за збірні
2012 року залучався до складу молодіжної збірної Нідерландів. На молодіжному рівні зіграв у 5 офіційних матчах.